# Sckellstraße 5

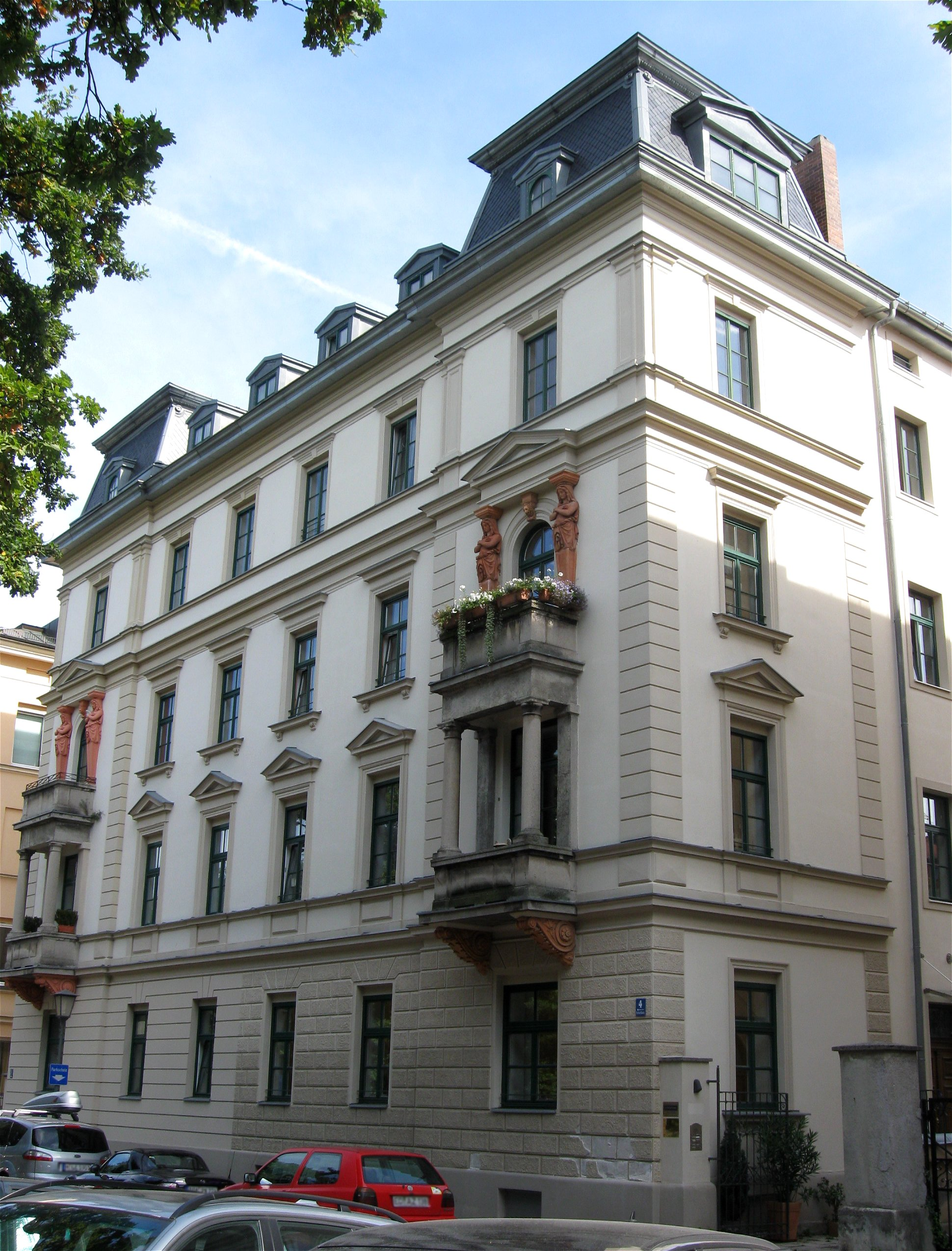
Sckellstraße 5, Hauptfassade

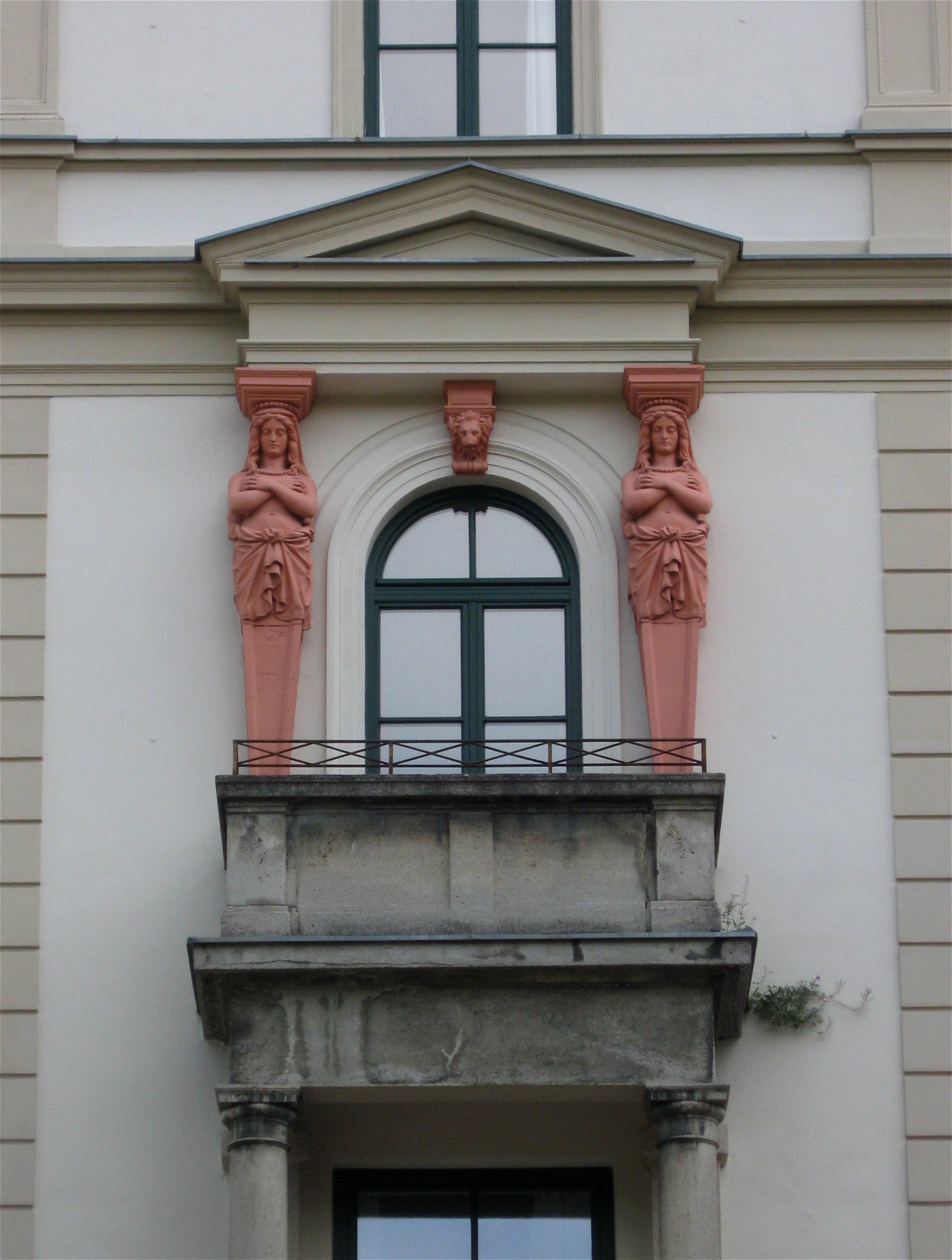
Detail

Die Doppelhaushälfte an der Sckellstraße 5 befindet sich im Münchner Stadtteil Haidhausen und ist unter der Aktennummer D-1-62-000-6402 in der Denkmalliste Bayern eingetragen.

## Geschichte und Architektur
Es handelt sich um ein viergeschossiges Mietshaus. Das Zinshaus besitzt eine reich gegliederte Putz- und Stuckfassade. Der Neurenaissancebau mit Balkonen am mansardwalmdachbekrönten Eckrisaliten und Terracottadekor wurde 1877 nach Plänen von Karl Hock errichtet. Das Rückgebäude ist ein zweigeschossiger Satteldachbau mit erdgeschossigem Mansardwalmdachanbau aus den Jahren 1875 bis 1880. Professor Wolfgang Brune sanierte das Haus mit Rückgebäude zwischen 2004 und 2008.

## Baudenkmal
Die Doppelhaushälfte steht unter Denkmalschutz und ist im Denkmalatlas des Bayerischen Landesamtes für Denkmalpflege und in der Liste der Baudenkmäler in Haidhausen eingetragen.